# Binningen-Bottmingen
Binningen-Bottmingen (toponimo tedesco) è stato un comune svizzero del Canton Basilea Campagna, nel distretto di Arlesheim.

## Geografia fisica
Il comune soppresso occupava l'area ora occupata da Binningen e da Bottmingen, cioè nel nord ovest svizzero.

## Storia
Il comune di Binningen-Bottmingen è stato soppresso nel 1837 con la sua divisione nei nuovi comuni di Binningen e Bottmingen.

## Amministrazione
Ogni famiglia originaria del luogo fa parte del cosiddetto comune patriziale e ha la responsabilità della manutenzione di ogni bene ricadente all'interno dei confini del comune.